# Bradley Stoke
Bradley Stoke è una cittadina di circa 21 000 abitanti del Gloucestershire, in Inghilterra.